# Annarode
Annarode ist ein Ortsteil von Mansfeld im Westen des Mansfelder Landes in Sachsen-Anhalt.

## Geschichte
Annarode soll 1400 bereits schriftlich erwähnt worden sein. Im Ort befindet sich eine hundertjährige Eiche und ein Arboretum mit seltenen Bäumen und Strauchwerk. Am Ortsrand wird eine 1,6 km lange Asphaltbahn für Skiroller und Skating sowie eine Rodelbahn betrieben. Der Stumpf einer Turmwindmühle wurde zu einem Wohnhaus umgebaut. In dem kleinen Ort leben knapp 500 Einwohner.
Südlich von Annarode liegen die Wüstungen Herchensole, Schaubesfelde, Udesrode und Utenfelde.
Am 1. Januar 2005 wurde Annarode in die Stadt Mansfeld eingegliedert.

## Persönlichkeiten
- Hermann Wolfgang Beyer (1898–1942), Theologe und Archäologe
- Heinz Ziegner (1928–2015), Politiker in der DDR